# Exumação e reenterro de Ricardo III da Inglaterra

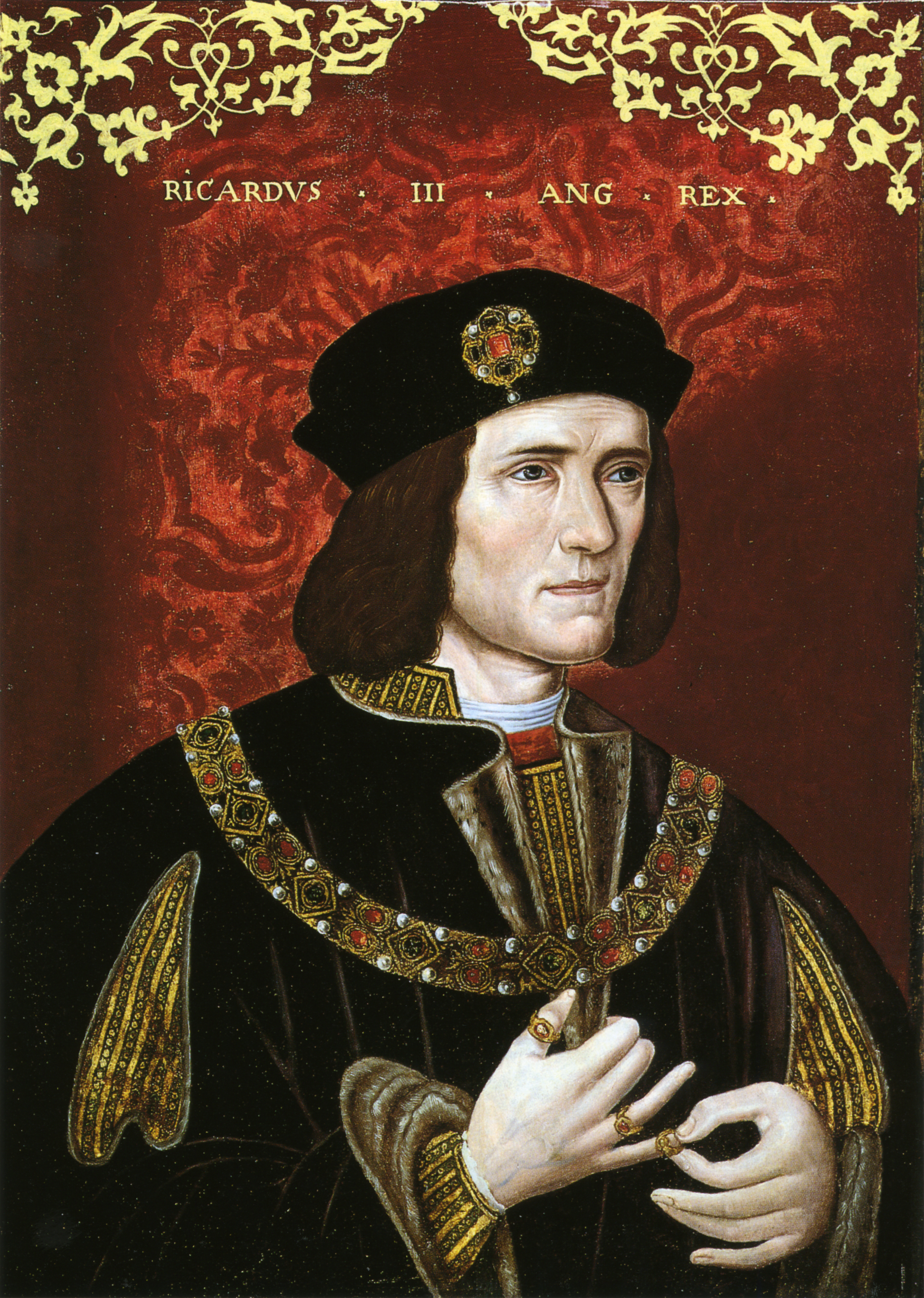
Ricardo III por um artista desconhecido do século XVI. O ombro direito elevado era um sinal visível de sua deformação na espinha.

Os restos mortais de Ricardo III, o último rei inglês morto em batalha e último rei da Casa de Iorque, foram descobertos no local do antigo Priorado dos Frades Cinzentos em Leicester, Inglaterra, em setembro de 2012. Após extensos testes antropológicos e genéticos, o os restos mortais foram reenterrados na Catedral de Leicester em 26 de março de 2015. Sua tumba foi perdida após a dissolução do mosteiro em 1538 e sua subsequente demolição. Um relato depois surgiu dizendo que os ossos de Ricardo haviam sido jogados no rio Soar a partir da Ponte Bow.
O projeto Procurando por Ricardo, auxiliado pela Sociedade Ricardo III, começou a busca pelos restos do rei em agosto de 2012. A escavação arqueológica foi liderada pelos Serviços Arqueológicos da Universidade de Leicester em parceria com o Conselho Municipal da cidade. Um esqueleto humano pertencente a um homem com aproximadamente trinta anos de idade foi encontrado durante o primeiro dia de escavações. Ele mostrava sinais de vários ferimentos e tinha características físicas incomuns, mais notavelmente uma grande curvatura na espinha. O esqueleto foi exumado para análises, descobrindo que o homem havia morrido provavelmente por um golpe de uma arma grande, possivelmente uma alabarda, que cortou a parte de trás da cabeça e expôs o cérebro, ou por um golpe de espada que penetrou o crânio até o cérebro. Havia sinais de outros ferimentos que provavelmente ocorreram após a morte, infligidos como uma forma de humilhação póstuma.
A idade dos ossos na época da morte correspondia a idade em que Ricardo havia sido morto; eles foram datados até o período de sua morte e eram consistentes com as descrições físicas do rei. Exames preliminares de DNA mostraram que o DNA mitocondrial extraído dos ossos combinava com descendentes da 17ª geração de Ana de Iorque, irmã de Ricardo. Levando em conta essas descobertas junto com evidências arqueológicas, científicas e históricas, a Universidade de Leicester anunciou em 4 de fevereiro de 2013 que o esqueleto encontrado pertencia além de qualquer dúvida razoável a Ricardo III.
Para poderem desenterrar o esqueleto, os escavadores concordaram com a condição de que caso Ricardo fosse encontrado, seus restos seriam reenterrados na Catedral de Leicester. Isso gerou controvérsias sobre se outros locais de enterro, como a Catedral de Iorque e a Abadia de Westminster, seriam mais apropriados. Processos legais confirmaram que não havia motivo no direito público para cortes judiciais se envolverem na decisão. O reenterro ocorreu em 26 de março de 2015 em Leicester, durante uma cerimônia memorial televisionada na presença de Justin Welby, Arcebispo da Cantuária, e membros de outras denominações cristãs.

## Morte e enterro

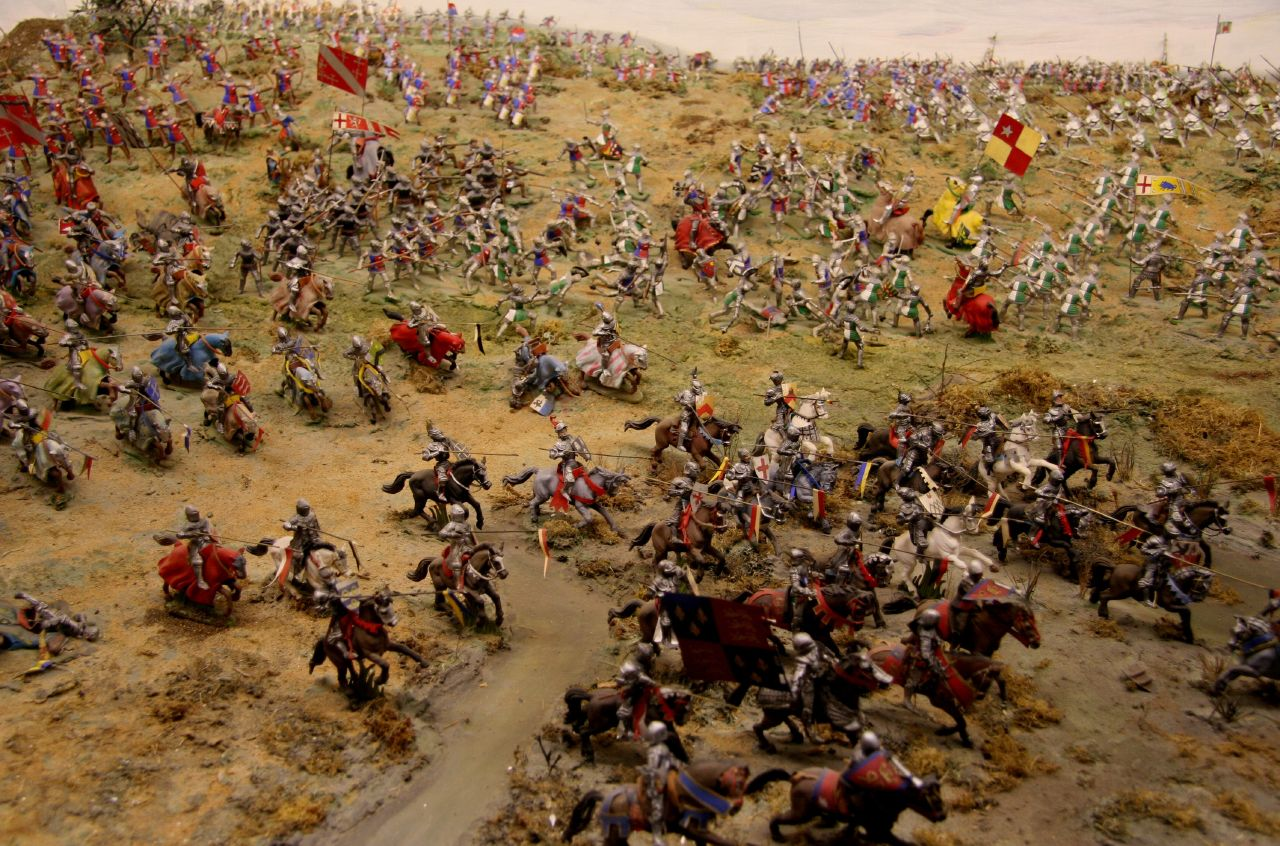
O confronto dos exércitos de Ricardo e Henrique representado em uma miniatura no Centro do Patrimônio do Campo de Batalha de Bosworth.

Ricardo III foi morto em 1485 lutando contra Henrique Tudor na Batalha de Bosworth Field, a última grande batalha da Guerra das Rosas. O poeta galês Guto'r Glyn creditou a morte do rei a Rhys ap Thomas, um membro galês do exército de Henrique que afirmou ter desferido o golpe fatal. O corpo de Ricardo foi despido após sua morte e levado até a cidade de Leicester, onde foi colocado em exibição pública. A anônima "Balada de Bosworth Field" diz que "em Newarke colocado ele foi, que muitos poderiam olhar sobre ele" – possivelmente uma referência a Igreja de St Mary-in-the-Newark, uma fundação lencastriana nas proximidades da Leicester medieval. De acordo com o crônico Polidoro Virgili, o agora Henrique VII "permaneceu por dois dias" em Leicester antes de seguir para Londres, e no mesmo dia de sua partida – 25 de agosto – o corpo de Ricardo foi enterrado "em um convento de monges franciscanos em Leicester" com "nenhuma solenidade funeral". John Rous, padre e antiquário de Warwickshire, escrevendo entre 1486 e 1491, relatou que Ricardo foi enterrado "no coro do Frades Menores de Leicester". Apesar de escritores posteriores terem dado outros locais de enterro, os relatos de Virgili e Rous foram vistos como os mais confiáveis por investigadores modernos.

### Local de enterro
Dez anos após o enterro, em 1495, Henrique pagou por um monumento de mármore e alabastro para marcar o túmulo de Ricardo. Seu custo está registrado em documentos que sobreviveram ao tempo relacionados a uma disputa de pagamento, mostrando que dois homens receberam cinquenta libras e dez libras para, respectivamente, fabricar e transportar a tumba de Nottingham a Leicester. Não existem descrições em primeira mão da tumba, porém Raphael Holinshed escreveu em 1577 (talvez citando alguém que a tenha visto pessoalmente) que ela incorporava "uma imagem de alabastro representando a pessoa [de Ricardo]". Sir George Buck escreveu quarenta anos depois que ela era "uma bonita tumba de mármore com cores misturadas adornadas com sua imagem". Buck também registrou o epitáfio inscrito no túmulo.

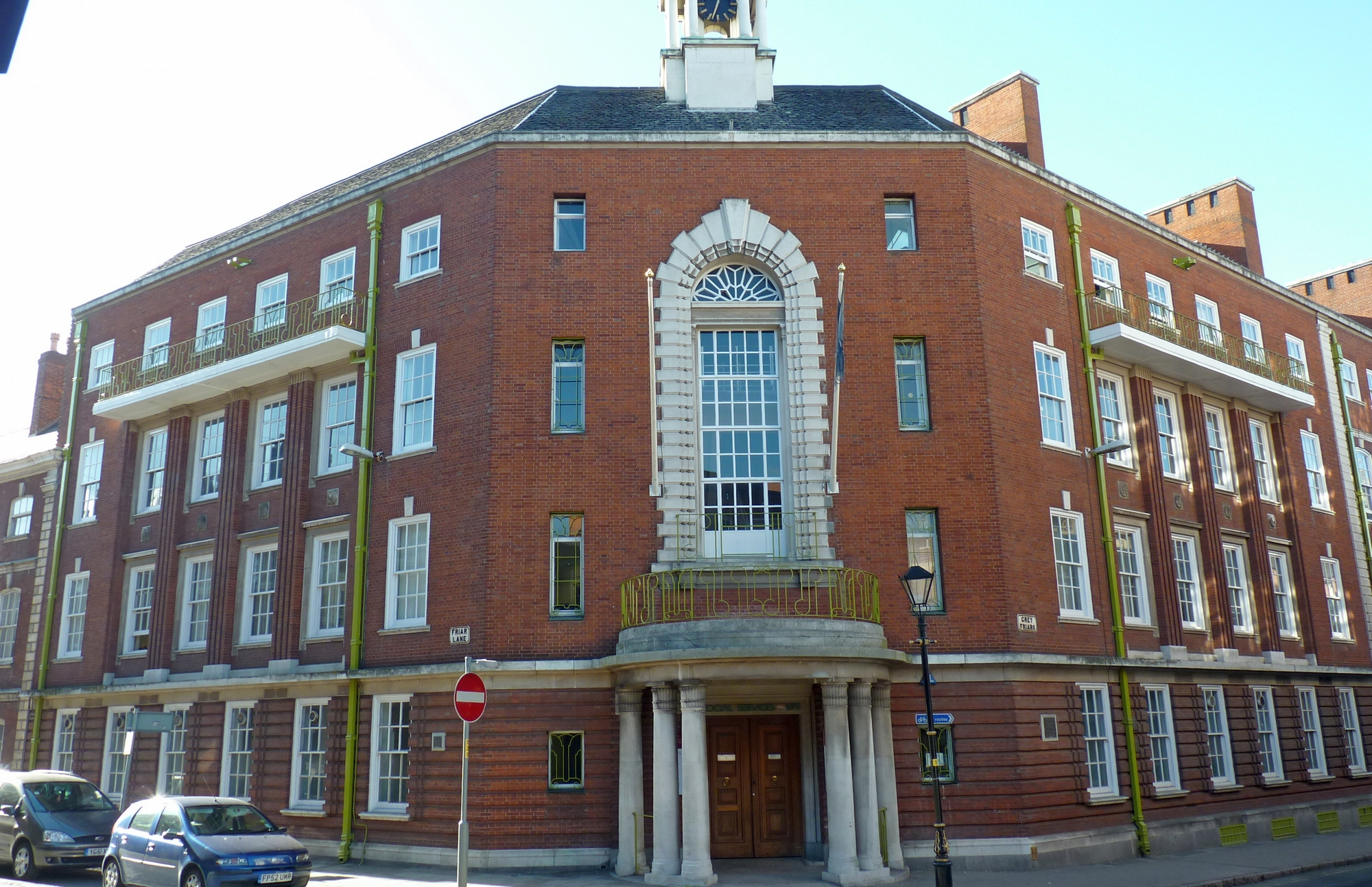
O Nº 1 Grey Friars ocupa atualmente o local do mosteiro e da mansão de Herrick.

O Greyfriars foi dissolvido em 1538 no reinado de Henrique VIII e o mosteiro demolido; o monumento de Ricardo foi destruído ou lentamente deteriorou-se como resultado de estar exposto aos elementos. O local do mosteiro foi vendido para dois especuladores imobiliários de Lincolnshire e mais tarde adquirido por Robert Herrick, o prefeito de Leicester. Ele construiu uma grande mansão perto da Travessa do Mosteiro, em um local que hoje está enterrado embaixo da moderna Rua Grey Friars, transformando o resto do terreno em jardins. O local do túmulo ainda era conhecido nessa época apesar do monumento já ter evidentemente desaparecido. O antiquário Christopher Wren (pai do arquiteto Christopher Wren) relatou que Herrick ergueu um monumento no local do túmulo na forma de um pilar de pedra com um metro de altura e com a inscrição "Aqui jaz o Corpo de Ricardo III, Algum Momento Rei da Inglaterra". O pilar ainda era visível em 1612, porém já havia desaparecido em 1844.
O cartógrafo e antiquário John Speed escreveu em seu Historie of Great Britaine de 1611 que a tradição local dizia que o corpo de Ricardo havia sido "corroborado da Cidade, e desdenhosamente outorgado sob o fim da Ponte Bow, que dá passagem sobre um ramo do Soare sobre o lado oeste da cidade". Seu relato foi amplamente aceito por autores posteriores. Uma placa a Ricardo foi colocada em 1856 por um construtor local perto da Ponte Bow, afirmando que "Perto deste ponto jaz os restos de Ricardo III, o último dos Plantagenetas 1485". Um esqueleto foi descoberto em 1862 nos sedimentos do rio, levando a afirmações que o corpo do rei havia sido encontrado, porém após examinações foi mostrado que os restos pertenciam provavelmente a um homem por volta dos vinte anos de idade, e dessa forma não eram de Ricardo.
É incerta a origem da afirmação de Speed; ela não foi atribuída a nenhuma fonte, nem tinha qualquer antecedente em outros relatos escritos. A escritora Audrey Strange sugere que o relato pode ter sido confundido com uma releitura da profanação dos restos de John Wycliffe na vizinha Lutterworth em 1428, quando uma multidão o desenterrou, queimou seus ossos e os jogou no rio Swift. O historiador John Ashdown-Hill propõe que Speed cometeu um erro sobre a localização do túmulo de Ricardo e inventou a história para explicar sua ausência. Se Speed tivesse ido até a propriedade de Herrick ele certamente teria visto o pilar nos jardins, porém ao invés disso ele escreveu que o local estava "coberto de urtigas e ervas daninhas" e que não havia vestígios do túmulo do rei. O mapa de Leicester desenhado por Speed incorretamente mostra o Greyfriars no local do antigo Blackfriars, sugerindo que ele procurou a tumba no lugar errado.
Outra lenda local surgiu sobre o suposto caixão de pedra de Ricardo, que Speed escreveu que "agora fora feito um bebedouro para os cavalos de uma estalagem comum". Certamente parece que existiu um caixão; John Evelyn o registrou em 1654 durante uma visita, e Celia Fiennes escreveu em 1700 que havia visto "um pedaço da sua lápide em que ele estava deitado, que foi cortada na exata forma para seu corpo se deitar; permanece para ser vista na [estalagem] Greyhound em Leicester, más está parcialmente quebrada". William Hutton descobriu em 1758 que o caixão, que "não resistiu aos estragos do tempo", era agora mantido na Estalagem White Horse no Portão Gallowtree. Apesar de não se saber mais a localização do caixão, as descrições não combinam com o estilo dos caixões do final do século XV e é improvável que ele tivesse alguma conexão com Ricardo. É mais provável que o caixão tenha sido recuperado de algum estabelecimento religioso após a Dissolução dos Mosteiros.
A mansão de Herrick, a Casa Greyfriars, continuou na posse da família até seu bisneto Samuel vendê-la em 1711. A propriedade foi subsequentemente dividida e vendida em 1740; três anos depois a Rua Nova foi construída na parte oeste do local. Vários sepultamentos foram descobertos quando casas foram erguidas ao longo da rua. Um novo condomínio, o 17 Travessa Friar, foi construído em 1759 na parte leste do local e existe até hoje. Várias construções ocorreram no terreno durante o século XIX. A Escola de Alderman Newton foi construída em 1863 em parte do local. A antiga mansão de Herrick foi demolida em 1871, com a atual rua do Grey Friars sendo colocada através do terreno em 1873, e vários desenvolvimentos comerciais sendo erguidos, como o Banco Econômico de Depósitos de Leicester. O resto do local foi adquirido em 1915 pelo Conselho do Condado de Leicestershire, que construiu novos escritórios nas décadas de 1920 e 1930. O conselho foi embora em 1965 quando sua nova sede ficou pronta, com o Conselho Municipal de Leicester assumindo o lugar. O resto do terreno, onde uma vez existira o jardim de Herrick, foi transformado em 1944 em um estacionamento.
Um prédio térreo da década de 1950 foi demolido em 2007 na Rua Grey Friars. Isso permitiu que arqueólogos realizassem uma escavação para ver se podiam encontrar quaisquer vestígios sobre o mosteiro medieval. Muito pouco foi encontrado, exceto por um fragmento de uma tampa de pedra de um caixão pós-medieval. Os resultados da escavação sugeriram que a igreja do mosteiro estava localizada mais ao oeste do que se imaginava.

## Procurando por Ricardo

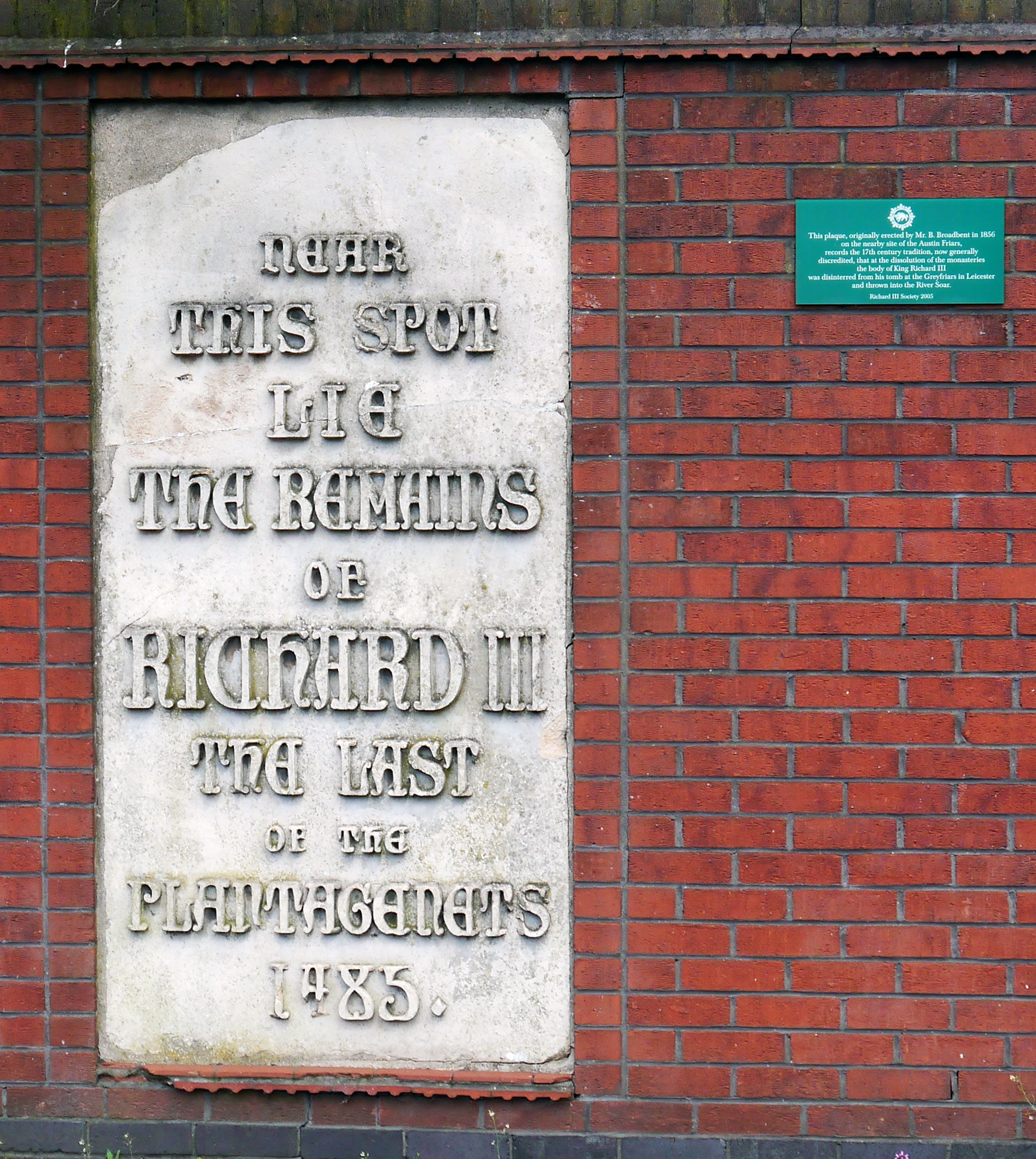
Uma Placa na Ponte Bow contando a história que os ossos de Ricardo haviam sido jogados no rio Soar. A pequena placa verde foi colocada em 2005 pela Sociedade Ricardo III para refutar a afirmação da placa maior, colocada em 1856.

A localização do corpo de Ricardo há muito era um interesse dos membros da Sociedade Ricardo III, um grupo estabelecido para promover uma reavaliação da manchada reputação do rei. Audrey Strange sugeriu em 1975 no The Ricardian, publicação da Sociedade, que os restos estavam enterrados sob o estacionamento do Conselho Municipal de Leicester. Essa afirmação foi repetida em 1986, quando o historiador David Baldwin sugeriu que os restos ainda estavam na área do Greyfriars. Ele especulou: "É possível (apesar de agora talvez improvável) que em algum momento do século XXI um escavador possa ainda revelar os pequenos restos deste famoso monarca". Ashdown-Hill encontrou em 2004 e 2005 dois descendentes matrilineares da 17ª geração de Ana de Iorque, irmã de Ricardo. Ele concluiu a partir de seu conhecimento sobre o desenho de mosteiros franciscanos que as ruínas da igreja de Greyfriars provavelmente estavam sob o estacionamento e que nada havia sido construído sobre ela.
Apesar da Sociedade Ricardo III ter mantido o interesse em discutir a possível localização do túmulo do rei, eles não procuraram os restos de Ricardo. Vários membros sugeriram individualmente possíveis linhas de investigação, porém ninguém, como a Universidade de Leicester, historiadores ou arqueólogos, aceitaram o desafio, possivelmente porque se acreditava que o local do túmulo tinha ficado embaixo de prédios ou que o esqueleto havia sido dispersado, como o relato de John Speed sugeria.
Philippa Langley, secretária do ramo escocês da Sociedade Ricardo III, realizou sua própria pesquisa em Leicester em 2004 e 2005 para um possível roteiro biográfico de Ricardo. Ela ficou convencida de que o estacionamento era o principal lugar que precisava ser investigado e contatou Ashdown-Hill depois de descobrir sobre sua pesquisa de DNA. Ele entrou em contato com os produtores do Time Team, série sobre arqueologia do Channel 4, para propor uma escavação do estacionamento, porém eles não quiseram se envolver porque a escavação duraria mais que os três dias normais dos projetos do programa. Três anos depois, outra escritora, Annette Carson em seu livro Richard III: The Maligned King, independentemente chegou a conclusão que o corpo do rei provavelmente estava sob o estacionamento. Ela se juntou a Langley e Ashdown-Hill para realizar mais pesquisas, encontrando no caminho aquilo que Carson chamou de "prova clara": um mapa medieval mostrando a Igreja de Greyfriars no canto norte do atual estacionamento.
Langley, Carson e Ashdown-Hill se juntaram em fevereiro de 2009 com dois membros da Sociedade Ricardo III – dr. David Johnson e sua esposa Wendy – para lançar um projeto com o nome provisório de Procurando por Ricardo: Na Procura de um Rei, que Langley imaginou como um "especial de TV marcante". A premissa era procurar pelo túmulo de Ricardo "contando ao mesmo tempo sua verdadeira história", com o objetivo "de procurar, recuperar e reenterrar seus restos mortais com a honra, dignidade e respeito tão conspicuamente negadas após sua morte na batalha de Bosworth".
O projeto ganhou o apoio de vários importantes parceiros: o Conselho Municipal de Leicester, Leicester Promoções (responsável pelo turismo), a Universidade de Leicester, a Catedral de Leicester, Darlow Smithson Produções (responsável pelo documentário televisivo) e a Sociedade Ricardo III. O financiamento da fase de pré-escavação veio do fundo de bolsa da Sociedade Ricardo III e de membros do projeto Procurando por Ricardo, com a Leicester Promoções concordando em pagar as 35 mil libras da escavação. O Serviço Arqueológico da Universidade de Leicester – entidade independente com escritórios na universidade – foi nomeada como a contratante arqueológica do projeto.

## Projeto e escavações

O local do Greyfriars sobreposto a um mapa moderno da área. O esqueleto de Ricardo III foi encontrado em setembro de 2012 no centro do coro, marcado por um ponto.

Uma avaliação do local do Greyfriars começou em março de 2011 para identificar onde o antigo mosteiro ficava e que porções de terra poderiam estar disponíveis para a escavação. Uma primeira avaliação levando em conta informações preexistentes do local – como fotografias, registros escritos e gráficos – foi realizada para determinar a viabilidade arqueológica, seguida por uma pesquisa em agosto usando um radar de penetração no solo (GPR). Os resultados do GPR foram inconclusivos; nenhum rastro claro de prédios pode ser encontrado por causa de uma camada de solo perturbado e restos de demolições pouco abaixo da linha da superfície. Entretanto, a pesquisa foi útil para achar utilitários modernos cruzando a área, como canos e cabos.
Foram identificados três possíveis locais de escavação: o estacionamento dos funcionários do Serviço Social do Conselho Municipal de Leicester, o parquinho abandonado da antiga Escola de Alderman Newton e o estacionamento público na Rua Nova. Foi decidido abrir duas trincheiras no estacionamento do conselho com possivelmente uma terceira no parquinho. Já que várias construções haviam ocorrido em cima do local do Greyfriars, apenas 17% de sua antiga área podia ser escavada; a área investigada totalizava apenas 1% do local devido as limitações do financiamento do projeto.
A proposta escavação foi anunciada em junho de 2012 em uma edição do Ricardian Bulletin, revista da Sociedade Ricardo III, porém um mês depois um dos principais patrocinadores saiu e deixou o projeto com dez mil libras abaixo do necessário; um apelo público fez vários membros de grupos ricardianos se mobilizarem e doarem a quantia de treze mil libras em apenas duas semanas. Uma coletiva de imprensa foi realizada em Leicester em 24 de agosto para anunciar o começo dos trabalhos. O arqueólogo Richard Buckley admitiu que o projeto era um tiro no escuro: "Nós não sabemos precisamente onde está a igreja, ainda mais onde está o lugar de enterro". Ele anteriormente disse a Langley que achava que as chances eram de "Cinquenta-cinquenta na melhor para [achar] a igreja, e nove para um contra achar o túmulo".
As escavações começaram no dia seguinte com uma trincheira de trinta metros de comprimento por 1,6 metros de largura indo na direção norte-sul. Uma camada de detritos modernos foi retirada antes da camada do mosteiro ser alcançada. Dois ossos humanos paralelos de pernas foram encontrados acerca de cinco metros do canto norte da trincheira em uma profundidade de aproximadamente um metro e meio, indicando um enterro intacto. Os ossos foram temporariamente cobertos para protegê-los enquanto outras escavações ocorriam ao longo da trincheira. Uma segunda trincheira ao sudoeste foi escavada no dia seguinte. Encontraram-se nos dias seguintes evidências de paredes e salas medievais, permitindo que os arqueólogos encontrassem o local do mosteiro. Ficou claro que os ossos encontrados no dia 25 de agosto estavam na parte leste da igreja, possivelmente no coro, onde Ricardo teria sido enterrado. A Universidade de Leicester pediu no dia 31 de agosto uma licença especial no Ministério da Justiça para receber a permissão de exumar até seis conjuntos de restos humanos. Para diminuir a procura, foi planejado que apenas restos de homens em seus trinta anos de idade, enterrados dentro da igreja, seriam exumados.
Os ossos encontrados no dia 25 de agosto foram desenterrados em 4 de setembro, com o solo do túmulo escavado sendo retirado nos dois dias seguintes. Os pés estavam faltando e o crânio foi encontrado em uma posição escorada incomum, consistente com o corpo sendo colocado em um túmulo que era ligeiramente menor. A espinha estava curvada em formato de "S". Não foram encontrado sinais de caixão; a postura do esqueleto sugeria que o corpo não havia sido colocado em uma mortalha, más sim rapidamente colocado no túmulo e enterrado. Um pedaço de ferro enferrujado foi encontrado embaixo das vértebras assim que os ossos foram tirados do solo. As mãos do esqueleto também estavam em posição incomum, cruzadas em cima do quadril direito, sugerindo que elas foram amarradas na época do funeral, apesar disso não poder ser afirmado com certeza. Os trabalhos nas trincheiras continuaram por uma semana após a exumação, então o local foi coberto com solo para protegê-lo de danos e para restaurar o estacionamento e o parquinho para suas condições originais.

## Análises da descoberta

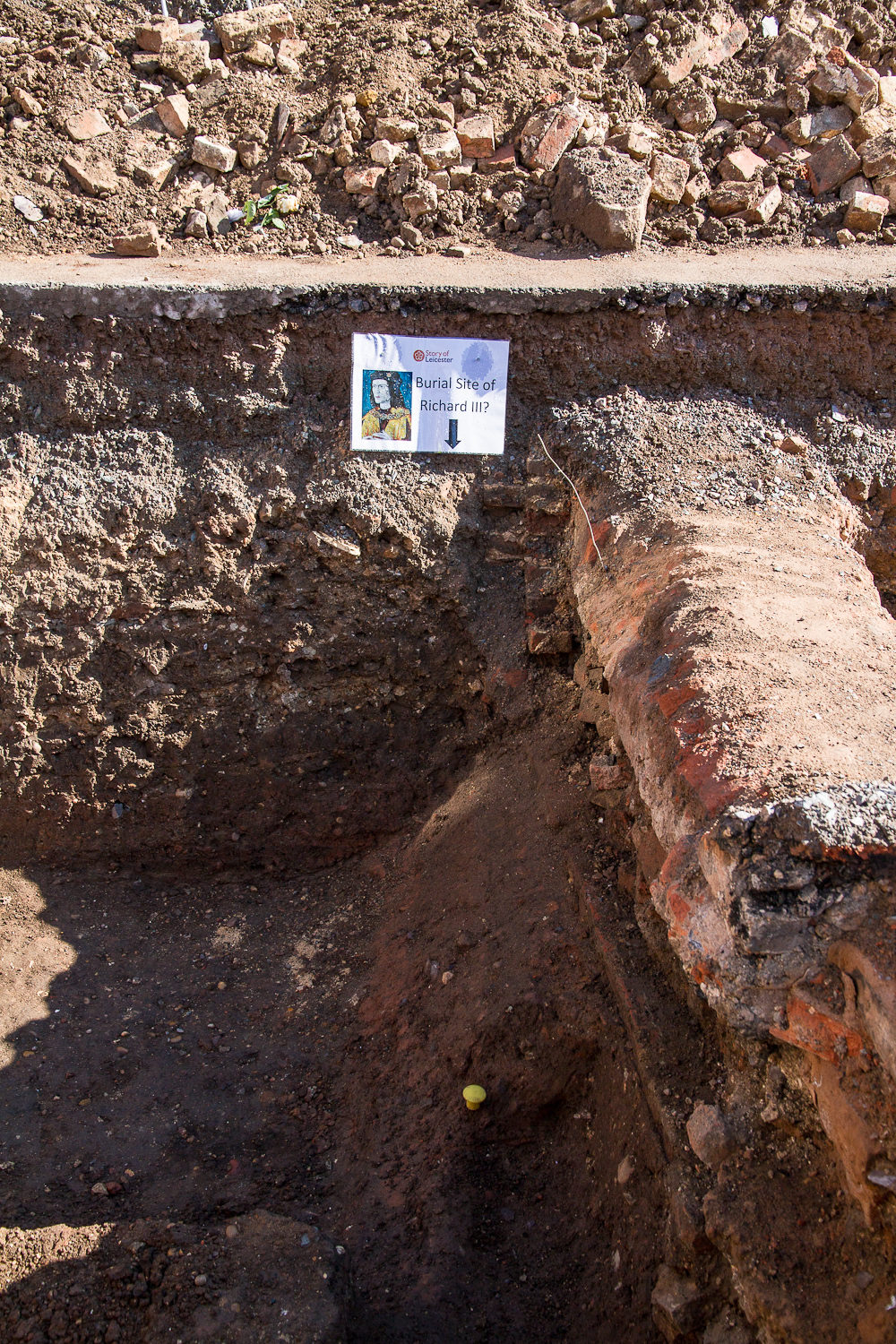
Local do túmulo de Ricardo, contra a parede do coro da antiga igreja do Mosteiro de Greyfriars.

A equipe da Universidade de Leicester anunciou em 12 de setembro que os restos humanos encontrados eram possíveis candidatos para o corpo de Ricardo, porém enfatizaram a necessidade de serem cuidadosos. Existiam vários indicadores positivos: o corpo era de um homem adulto, ele fora enterrado embaixo do coro da igreja e havia uma severa escoliose na espinha que possivelmente fazia com que o ombro direito ficasse mais alto que o esquerdo. Um objeto que parecia ser uma ponta de flecha foi encontrado embaixo da espinha e o crânio possuía diversos ferimentos sérios.

### Evidências de DNA
Depois da exumação, a ênfase deixou de ser a escavação arqueológica e passou a ser a análise laboratorial dos ossos que haviam sido encontrados. Havia várias linhas de investigação: Ashdown-Hill tinha anteriormente usado pesquisas genealógicas para encontrar descendentes matrilineares de Ana de Iorque, irmã mais velha de Ricardo, cuja linhagem ainda existe através de sua filha Ana St. Ledger. O acadêmico Kevin Schürer depois conseguiu traçar um segundo indivíduo através da mesma linhagem.
A pesquisa de Ashdown-Hill veio em 2003 como resultado de um desafio para encontrar uma sequência de DNA para Margarida de Iorque, outra irmã mais velha de Ricardo, com o objetivo de identificar ossos que haviam sido descobertos em seu local de enterro, um mosteiro franciscano em Mechelen, Bélgica. Ele primeiro tentou extrair uma sequência de DNA mitocondrial a partir de um fio de cabelo preservado pertencente a Eduardo IV, irmão de Ricardo, Ana e Margarida, que estava na posse do Museu Ashmolean em Oxford. A tentativa não foi bem sucedida por causa da degradação do DNA. Ashdown-Hill então foi para a pesquisa genealógica para identificar uma linhagem inteiramente feminina de Cecília Neville, mãe de Eduardo, Ricardo, Ana e Margarida. Ele encontrou Joy Ibsen após dois anos de trabalho, uma mulher britânica que havia imigrado para o Canadá depois da Segunda Guerra Mundial e que era descendente direta de Ana de Iorque (sendo assim sobrinha de Ricardo na 16º geração). O DNA mitocondrial de Ibsen foi testado e descobriu-se que ele pertencia ao haplogrupo J, que por dedução deve ter sido também o haplogrupo mitocondrial do rei. O DNA mitocondrial obtido de Ibsen mostrou que os ossos de Mechelen não eram de Margarida de Iorque.
Joy Ibsen morreu em 2008. Seu filho Michael deu uma amostra bucal à equipe de pesquisa em 24 de agosto de 2012 para que pudessem compará-los com amostras tiradas dos restos humanos encontrados na escavação. Análises encontraram uma combinação de DNA mitocondrial entre o esqueleto exumado, Michael Ibsen e Wendy Duldig, uma segunda descendente matrilinear direta que possui uma sequência mitocondrial relativamente rara, o haplogrupo J1c2c.
Apesar da combinação do DNA mitocondrial, a geneticista Turi King continuou a procurar uma ligação entre o haplogrupo do cromossomo Y, herdado patrilinearmente, e os descendentes de João de Gante, 1.º Duque de Lencastre. Foram localizados quatro descendentes vivos de João e seus resultados combinavam entre si. O haplogrupo Y do esqueleto estava um pouco degradado e não teve combinação com nenhum dos descendentes, indicando que falsa paternidade ocorreu em alguma das dezenove gerações entre Ricardo e Henry Somerset, 5.º Duque de Beaufort. O trabalho de King e outros mostra que as taxas históricas de paternidades falsas então entre 1–2% por geração.

### Ossos
Exames osteológicos mostraram que os ossos estavam de forma geral em boas condições e em sua maior parte completos, exceto pelos pés que foram perdidos, possivelmente destruídos por uma construção do século XIX. Imediatamente ficou aparente que o corpo havia sofrido grandes ferimentos, com mais evidências de lesões aparecendo assim que o esqueleto foi limpo. O crânio mostrava sinais de dois ferimentos fatais: sua base havia sido completamente cortada por uma arma laminada, expondo o cérebro, e outra arma havia transpassado o lado direito da cabeça, atravessando o cérebro e atingindo o lado esquerdo interior do crânio. Em outros lugares, um golpe de uma arma pontuda penetrou a parte superior da cabeça. Armas laminadas haviam cortado o crânio e arrancado camadas de ossos, porém sem penetrá-lo. Outros buracos no crânio e na mandíbula inferior eram consistentes com ferimentos de adaga nas bochechas e no queixo. Os vários ferimentos na cabeça do rei indicam que ele não estava usando capacete, ou que ele o havia perdido ou retirado quando foi lutar a pé depois de seu cavalo ter ficado preso no brejo. Uma das costelas e a pélvis foram cortadas. Não há evidências do braço atrofiado que afligia o personagem na peça Ricardo III, de William Shakespeare.
Todos os ferimentos parecem ser uma combinação de lesões de batalha, que foram a causa da morte, seguidas por ferimentos infligidos ao corpo como humilhações póstumas. As lesões do esqueleto também mostram que sua armadura havia sido retirada, já que o torso perfurado teria sido protegido por uma placa e a pélvis estaria protegida pela armadura. Os ferimentos foram feitos por detrás das costas e nádegas enquanto expostos aos elementos, consistente com descrições contemporâneas do corpo nu de Ricardo sendo amarrado em um cavalo com os braços e pernas pendendo para baixo pelos lados. É possível que tenham ocorrido outros ferimentos na carne e assim não estão aparentes nos ossos.
Os ferimentos na cabeça eram consistentes com um poema de Guto'r Glyn em que o cavaleiro galês Rhys ap Thomas matou Ricardo e "raspou a cabeça do javali". Sempre se acreditou que essa era uma descrição figurativa da decapitação do rei, porém a cabeça do esqueleto claramente não foi cortada. A descrição do poeta pode na verdade ter sido um relato literal dos ferimentos sofridos por Ricardo, já que os golpes sofridos na cabeça teriam cortado boa parte do seu escalpo e cabelo e lascas de ossos. Outras fontes contemporâneas explicitamente referem-se a lesões na cabeça e às armas que mataram Ricardo; o crônico francês Jean Molinet escreveu que "um dos galeses então foi até ele, e o golpeou para a morte com uma alabarda", enquanto a Ballad of Lady Bessie registrou que "eles golpearam seu bacinete [capacete] na sua cabeça até seu cérebro sair com sangue". Tais relatos se encaixam com os ferimentos do crânio.
A espinha severamente curvada ficou evidente assim que o esqueleto foi escavado. Ela foi atribuída a uma escoliose que surgiu no início da adolescência. Apesar dela provavelmente ter deixado o ombro direito visivelmente mais alto que o esquerdo e ter reduzido sua altura aparente, a doença não impediu um estilo de vida ativo. Os ossos pertenciam a um homem com idade aproximada entre 30 e 34 anos, consistente com Ricardo que tinha 32 quando morreu.

### Datação e outras análises
A datação por radiocarbono para descobrir a idade dos ossos teve como resultados os períodos de 1430 a 1460 e 1412 a 1449 – ambos muito cedo para a morte de Ricardo em 1485. Entretanto, a espectrometria de massa realizada nos ossos encontrou evidências do consumo de frutos do mar, que se sabe que faz com que as amostras para datação por radiocarbono pareçam mais velhas do que realmente são. Análises bayesianas encontraram uma probabilidade de 68,2%  que a verdadeira data para os ossos estava entre 1475 e 1530, aumentando para 95,4% no período de 1450 a 1540. Apesar de isso por si só não ser o suficiente para provar que o esqueleto pertencia ao rei, estava consistente com sua data de morte. Os resultados da espectrometria de massa que indicavam uma dieta rica em frutos do mar foi confirmada por uma análise química dos isótopos de dois dentes, um fêmur e uma costela. Os pesquisadores descobriram a partir das análises dos isótopos de carbono, nitrogênio e oxigênio que a dieta incluía muito peixe fresco e pássaros exóticos como cisnes, grous e garças, além de grandes quantidades de vinho – todos itens muito caros e disponíveis apenas para os mais abastados da época. Análises do solo imediatamente abaixo do esqueleto revelaram que o homem estava infestado por parasitas nemátodos na época de sua morte.
Os escavadores haviam encontrado um objeto de ferro sob as vértebras, especulando que poderia ser uma ponta de flecha que ficou presa nas costas de Ricardo. Análises de raios X mostraram que era na verdade um prego, provavelmente da época romano-britânica, que por acaso estava no solo imediatamente embaixo do túmulo ou que estava em um solo perturbado quando foi escavada, não tendo nenhuma relação com o corpo.

## Identificação e outras descobertas
A Universidade de Leicester confirmou no dia 4 de fevereiro de 2013 que o esqueleto pertencia ao rei Ricardo III. A identificação foi baseada nas evidências do DNA mitocondrial, análises do solo, testes dentários, além das características físicas do esqueleto sendo consistentes com relatos contemporâneos da aparência de Ricardo. A osteoarqueologista Jo Appleby comentou: "O esqueleto possui várias características incomuns: seu corpo esbelto, a escoliose e os traumas de batalha na cabeça. Todos eles muito consistentes com as informações que temos sobre Ricardo III em vida e sobre as circunstâncias de sua morte".
Caroline Wilkinson, professora de Identificação Craniofacial da Universidade de Dundee, liderou o projeto para a reconstrução da face do rei, encomendada pela Sociedade Ricardo III. A Universidade de Leicester anunciou em 11 de fevereiro de 2014 que um projeto liderado pela dra. King tinha conseguido sequenciar todo o genoma de Ricardo e Michael Ibsen. O rei se tornou assim a primeira pessoa antiga com conhecida identidade histórica a ter seu genoma sequenciado. Um estudo publicado na revista Nature em dezembro de 2014 confirmou uma combinação total do genoma mitocondrial entre o esqueleto de Ricardo e Michael Ibsen e uma combinação quase perfeita entre o rei e Wendy Duldig. Entretanto, o DNA do cromossomo Y herdado paternalmente não teve combinação com nenhum de cinco parentes homens vivos, indicando que um "evento de falsa paternidade" ocorreu em algumas das gerações que os separam. Um dos cinco homens não era parente dos outros quatro, indicando que uma segunda falsa paternidade ocorreu nas quatro gerações que os separam.
A história da escavação e a subsequente investigação científica foi contada no documentário Ricardo III: O Rei no Estacionamento, do Channel 4, exibido em 4 de fevereiro de 2013. Ele foi um sucesso para o canal, atraindo uma audiência de 4,9 milhões de telespectadores e vencendo o prêmio da Sociedade Real de Televisão. O Channel 4 posteriormente exibiu um segundo documentário em 27 de fevereiro de 2014, Ricardo III: A Históra Não Contada, que detalhava as análises científicas e arqueológicas que levaram a identificação do esqueleto como sendo Ricardo III.

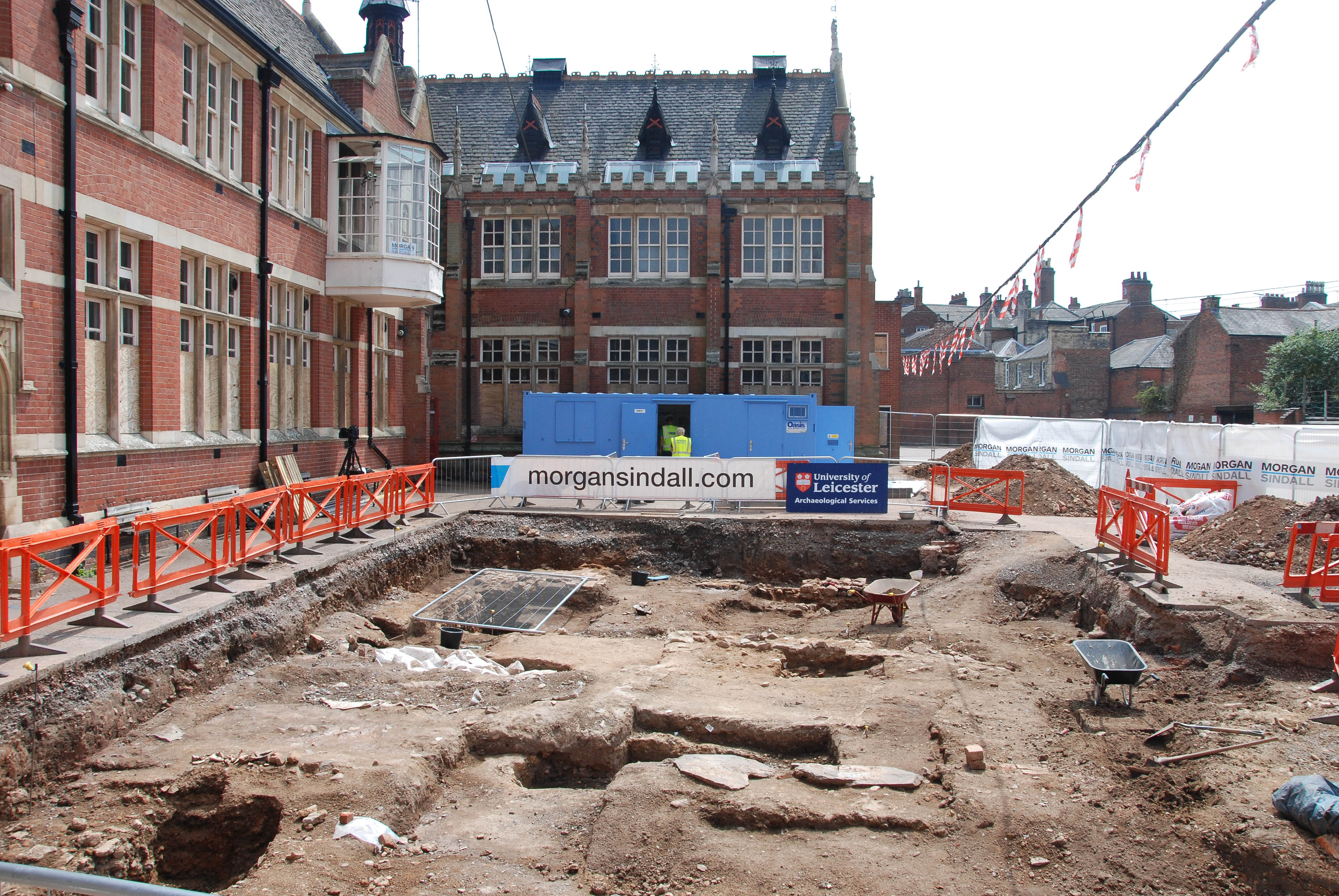
A escavação de julho de 2013, que descobriu mais partes do Greyfriars e exumou mais corpos.

O local foi reescavado em julho de 2013 para descobrir mais sobre a igreja do mosteiro, e antes de serem realizados trabalhos de reforma do prédio da escola adjacente. O projeto foi co-financiado pelo Conselho Municipal de Leicester e pela Universidade de Leicester, sendo escavada uma única trincheira com o dobro do tamanho daquelas de setembro de 2012. Ela foi bem sucedida ao expor completamente o local do Mosteiro de Greyfriars, confirmando as hipóteses anteriores sobre o desenho do canto leste da igreja. Três enterros identificados em 2012 mas não escavados foram pesquisados novamente. Descobriu-se que um estava em uma caixão de madeira dentro de uma cova bem escavada, enquanto um segundo enterro com caixão foi encontrado sob e montado no coro do mosteiro; sua posição sugeria que era anterior a construção da igreja.
Um caixão de pedra havia sido descoberto na escavação de 2012 e foi aberto pela primeira vez em 2013, revelando um segundo caixão feito de chumbo. Uma investigação com endoscópio revelou a presença de um esqueleto com cabelo e fragmentos de uma mortalha e cordão. Presumiu-se primeiramente que o esqueleto era de um homem, talvez de um cavaleiro chamado sir Guilherme de Moton que sabia-se que havia sido enterro ali, porém mais examinações mostraram que era na verdade uma mulher – talvez uma importante benfeitora. Ela não necessariamente era uma local, já que caixões de chumbo eram usados para transportar corpos por longas distâncias.

## Reenterro

### Planos e controvérsias
O plano da Universidade de Leicester era enterrar os restos de Ricardo na Catedral de Leicester, mantendo as normais jurídicas britânicas que ditavam que enterros cristãos escavados por arqueólogos deveriam ser reenterrados no solo sagrado mais próximo do túmulo original, além de ter sido uma condição do Ministério da Justiça para a exumação de quaisquer restos humanos encontrados na escavação. A família real britânica não reivindicou os restos – a rainha Isabel II foi consultada porém rejeitou a ideia de um enterro real – então o ministério inicialmente confirmou que a Universidade de Leicester faria a decisão final sobre onde os ossos seriam reenterrados. David Monteith, Chanceler Cânone da Catedral de Leicester, disse que o esqueleto de Ricardo seria reenterrado na catedral no início de 2014 em um "serviço cristão, mas ecumênico", não um reenterro formal mas sim um serviço de lembrança, já que um serviço fúnebre provavelmente foi realizado no enterro original.

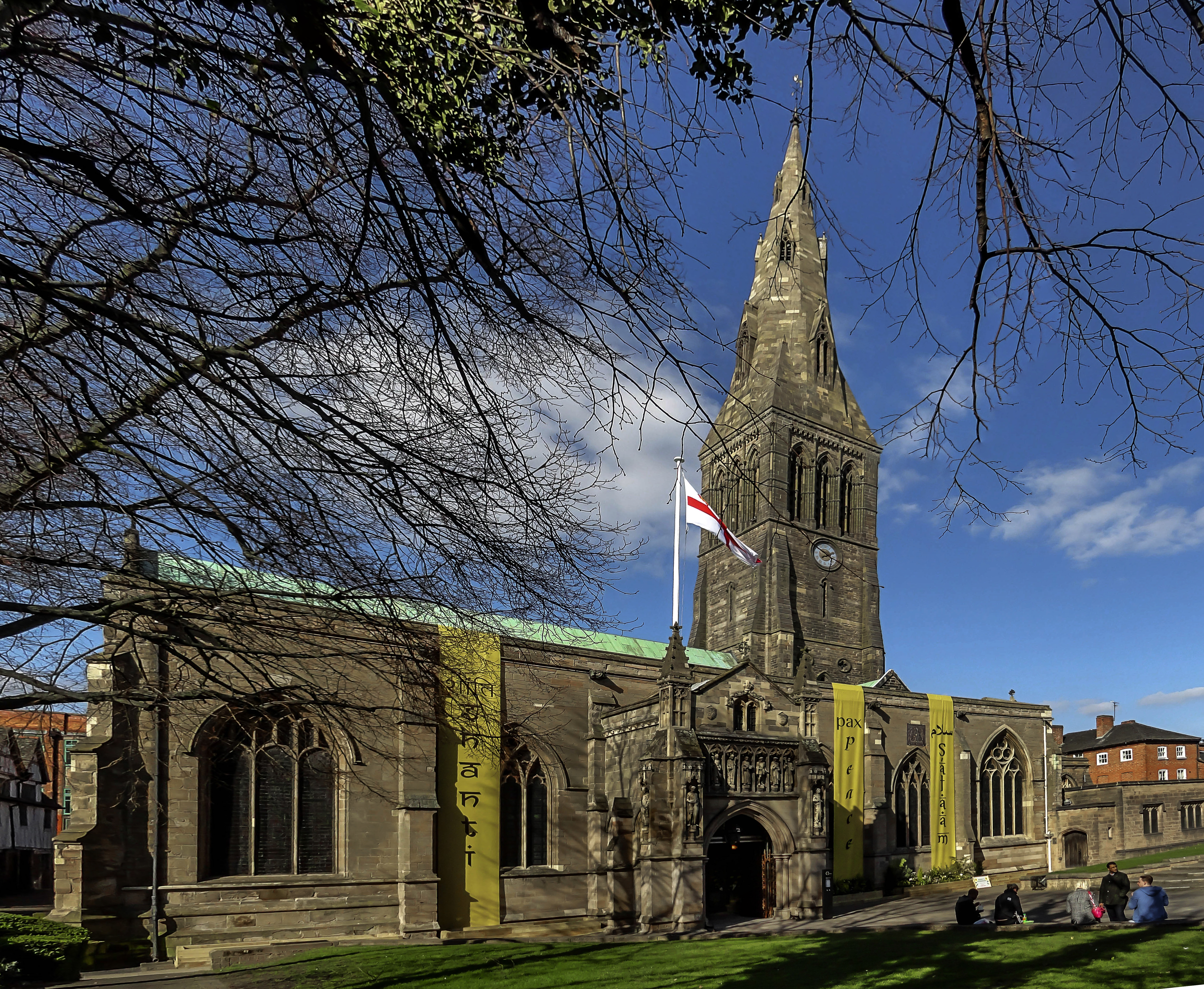
A Catedral de Leicester.

A escolha do local de enterro foi controversa e outras propostas foram feitas para que Ricardo fosse enterrado em lugares considerados por alguns como mais apropriados para um monarca católico e pertencente a Casa de Iorque. Foram lançadas petições na internet para que ele fosse enterrado na Abadia de Westminster, onde outros 17 reis e rainhas soberanos estão enterrados, inclusive sua esposa Ana Neville; a Catedral de Iorque, que alguns afirmavam que era onde o próprio Ricardo planeja ser enterrado; a católica Catedral de Arundel; ou ainda o próprio estacionamento de Leicester onde ele foi encontrado. Apenas duas opções conseguiram apoio público considerável, com a Catedral de Leicester recebendo 3100 assinaturas a mais que Iorque. A questão foi discutida no Parlamento do Reino Unido; o parlamentar e historiador Chris Skidmore propôs a realização de um funeral de estado, enquanto John Mann sugeriu que os restos fossem enterrados em Worksop – a metade do caminho entre Leicester e Iorque. Todas as opções foram rejeitadas em Leicester, cujo prefeito Peter Soulsby afirmou: "Aqueles ossos deixam Leicester sobre meu cadáver".
Seu lugar de descanso final permaneceu incerto durante quase um ano por causa de uma ação legal apresentada pela "Aliança Plantageneta", um grupo que afirmava representar os descendentes colaterais de Ricardo. Esse grupo, que se descrevia como "representantes e voz de sua majestade", queria que o rei fosse enterrado na Catedral de Iorque, afirmando que esse era o "desejo" dele. O Decano de Leicester chamou essa contestação de "desrespeitosa", afirmando que sua catedral não gastaria nada até que a questão fosse resolvida. Historiadores comentaram que não há evidência mostrando que Ricardo queria ser enterrado em Iorque. O professor Mark Ormrod da Universidade de Iorque expressou seu ceticismo sobre a ideia de Ricardo ter criado planos para seu próprio enterro. O matemático Rob Eastaway calculou que o rei pode ter milhões de descendentes colaterais, afirmando que "todos nós devemos ter uma chance de votar em Leicester contra Iorque".
O juiz Charles Haddon-Cave permitiu em agosto de 2013 uma revisão judicial já que os planos originais de enterro ignoravam o direito comum de "amplamente consultar como e onde os restos de Ricardo III devem ser enterrados apropriadamente". A revisão judicial começou em 13 de março de 2014 com duração prevista para dois dias, porém a decisão foi adiada em quatro a seis semanas. A juíza Heather Hallett, junto com os juízes Haddon-Cave e Duncan Ouseley, afirmou que o tribunal demoraria a chegar em seu julgamento. O tribunal decidiu em 23 de maio que "não há motivos no direito público para a corte interferir" na decisão do local, assim o reenterro em Leicester poderia prosseguir. O litígio custou 245 mil libras para a "Aliança Plantageneta" – bem mais que o custo da investigação original.

### Reenterro e cerimônias

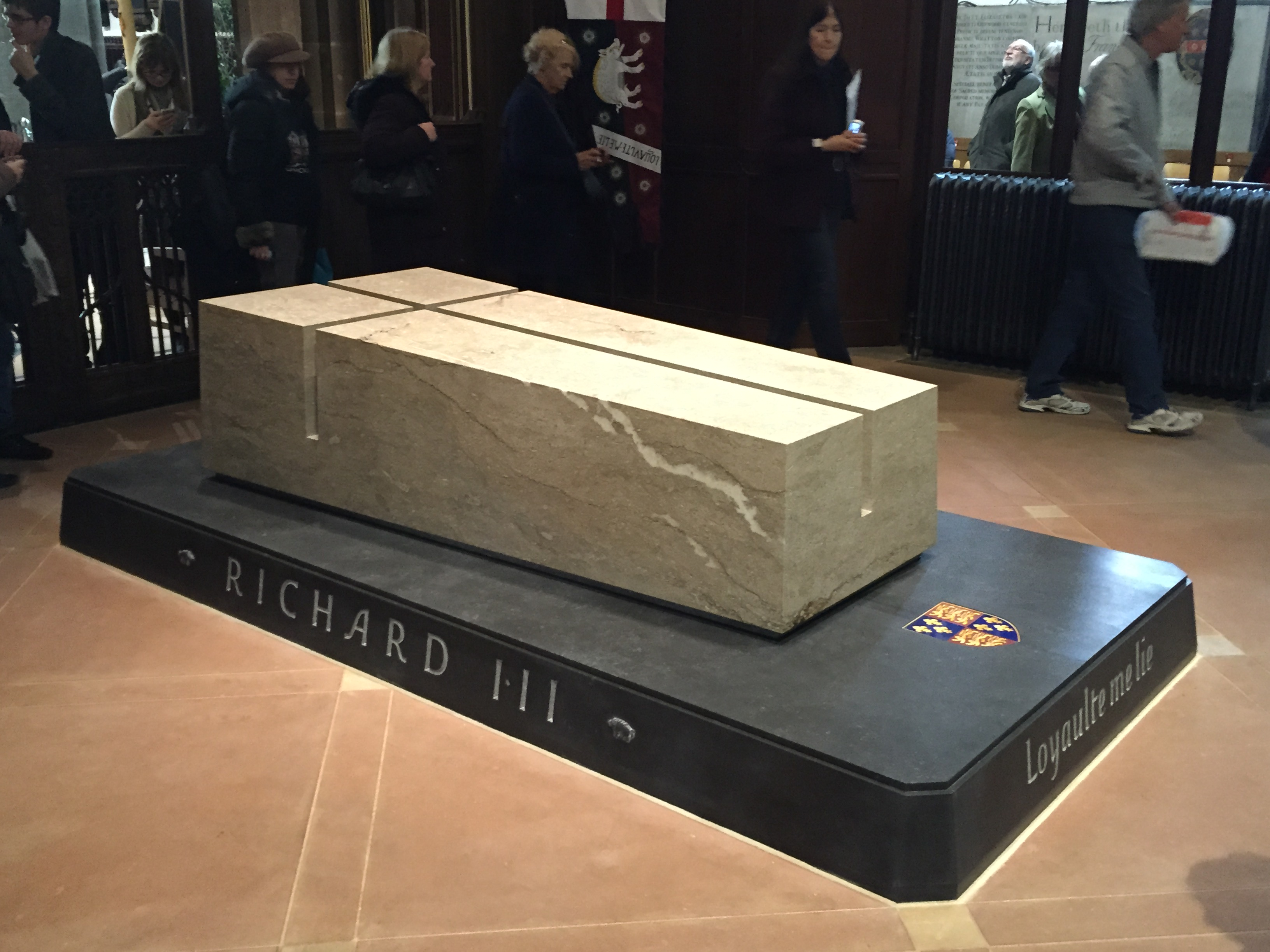
A tumba de Ricardo dentro da Catedral de Leicester.

A Catedral de Leicester havia anunciado ainda em fevereiro de 2013 um procedimento e calendário para o reenterro dos restos de Ricardo. As autoridades da catedral planejaram enterrá-lo em um "lugar de honra" dentro da igreja. Os planos originais eram de uma pedra no chão, talvez modificando a pedra memorial instalada em 1982, porém isso mostrou-se impopular. Uma tumba era a opção mais popular dentre os membros da Sociedade Ricardo III e os cidadãos de Leicester. O desenho final foi anunciado em junho de 2014 na forma de uma tumba feita de pedra fóssil de Swaledale. A estátua de Ricardo que ficava nos jardins do Castelo de Leicester foi movida no mesmo mês para os novos jardins da catedral, que foram reabertos ao público em 5 de julho.
O reenterro ocorreu durante uma semana de eventos entre os dias 22 e 27 de março de 2015. A sequência dos eventos foi:
- 22 de março: Os ossos de Ricardo foram selados em um ossário de chumbo e colocados dentro de um caixão de madeira.[103] Os restos foram levados da Universidade de Leicester para a Catedral de Leicester passando pelo local da Batalha de Bosworth Field na Fazenda Fenn Hill e por Dadlington, Sutton Cheney, o Centro do Patrimônio do Campo de Batalha de Bosworth e o Mercado de Bosworth, remontando parte da última viagem de Ricardo.[73][104] O caixão foi feito por Michael Ibsen a partir de um carvalho-roble vindo de uma propriedade do Ducado da Cornualha.[105] Ele foi transferido para uma carruagem puxada por quatro cavalos assim que chegou na cidade.[106]
- 23 a 25 de março: Os restos ficaram em repouso na catedral. Filas para ver o caixão demoravam mais que quatro horas.[107]
- 26 de março: Reenterro na presença de Justin Welby, Arcebispo da Cantuária, e membros de outras denominações cristãs. O serviço foi transmitido pelo Channel 4 e teve preces por Ricardo e pelas vítimas da Batalha de Bosworth Field. O ator Benedict Cumberbatch, parente distante do rei, leu um poema escrito por Carol Ann Duffy especialmente para a ocasião.[108][109] A família real foi representada por Sofia, Condessa de Wessex, o príncipe Ricardo, Duque de Gloucester e patrono da Sociedade Ricardo III, e sua esposa Brigite, Duquesa de Gloucester. Músicas tocadas durante o serviço incluíam um arranjo do Salmo 138 por Leonel Power; Ghostly Grace, um hino composto por Judith Bingham para o serviço; um arranjo do Salmo 150 por Philip Moore; e um arranjo de "God Save the Queen" por Judith Weir.[110]
- 27 de março: Revelação da tumba para o público seguida por grandes comemorações por Leicester.[111]

## Repercussão

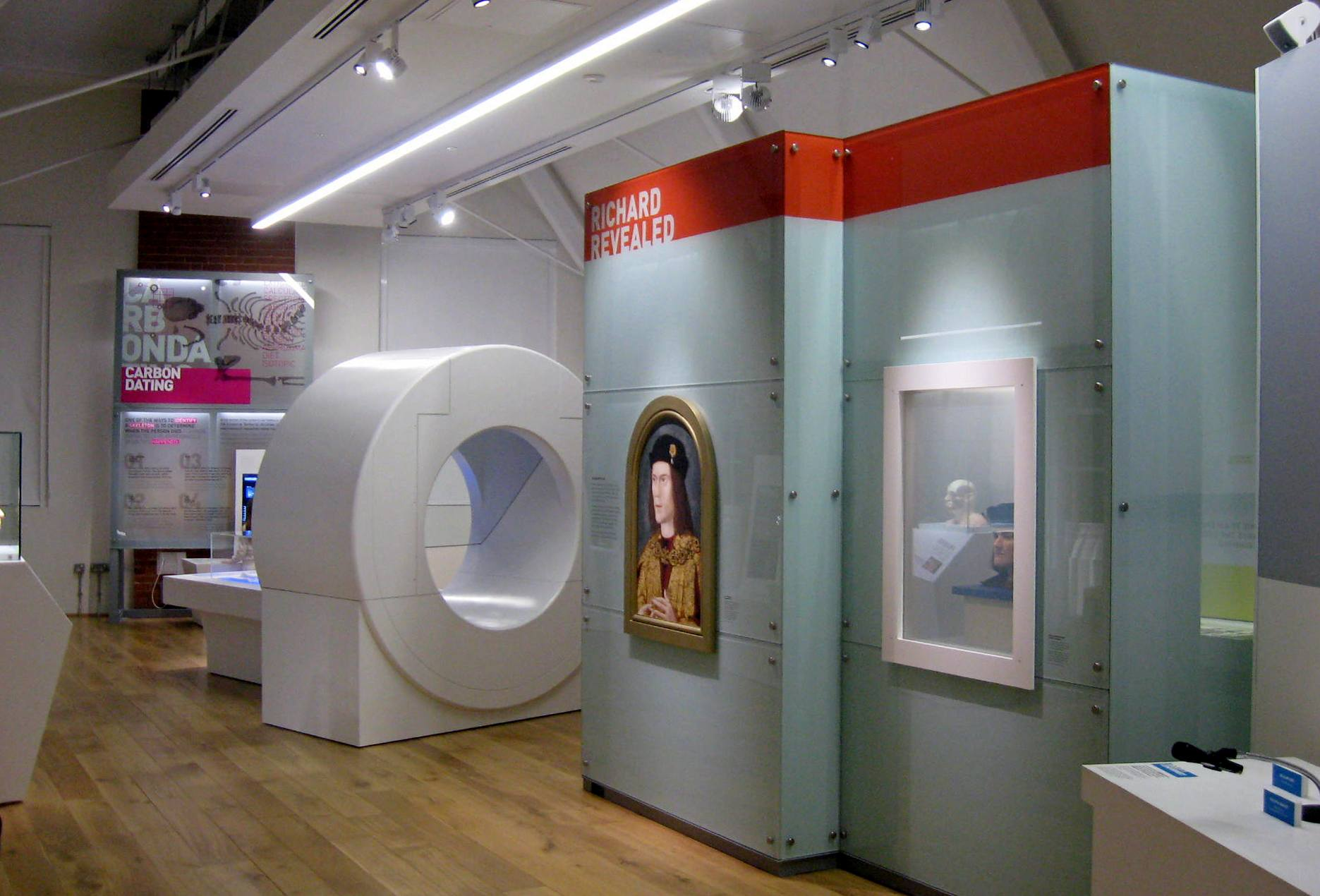
Uma das galerias do centro de visitantes de Ricardo III em Leicester.

O Conselho Municipal de Leicester montou logo depois da descoberta uma exibição temporária sobre Ricardo na prefeitura medieval da cidade. O conselho depois anunciou que criaria uma atração permanente e gastou 850 mil libras para comprar a propriedade livre e alodial de St Martin's Place, antiga Escola Primária de Leicester, na Travessa Peacock do outro lado da rua da catedral. O local é adjacente ao estacionamento onde os restos foram encontrados e se sobrepõe ao coro da Igreja do Mosteiro de Greyfriars. Ele foi convertido para um centro de visitantes ao custo de 4,5 milhões de libras, contando a história da vida, morte, enterro e redescoberta de Ricardo, além de conter artefatos relacionados a escavação como as galochas de Philippa Langley e o capacete de segurança e a jaqueta de alta visibilidade usados pelo arqueólogo Mathew Morris no dia da descoberta. Os visitantes podem ver o local do túmulo a partir de um vidro no chão. O centro abriu em julho de 2014 e o conselho antecipou que ele atrairia cem mil visitantes por ano.
Na Noruega, o arqueólogo Øystein Ekroll teve esperanças que o interesse da descoberta de um rei inglês alcançasse seu país. Ao contrário da Inglaterra onde, com a exceção de Eduardo V, todos os reis e rainhas desde o século XI estão descobertos, na Naruega aproximadamente 25 reis medievais estão enterrados em túmulos sem marcação por todo o país. Ekroll propôs começar com Haroldo III, que provavelmente está enterrado em Trondheim, em baixo de uma estrada pública. Uma tentativa anterior de procurar Haroldo foi bloqueada em 2006 pelo Diretório do Patrimônio Cultural Norueguês.
Richard Buckley do Serviços Arqueológicos da Universidade de Leicester, que disse que "comeria seu chapéu" se Ricardo fosse realmente encontrado, cumpriu sua promessa e comeu um bolo no formato de chapéu feito por uma colega. Ele depois afirmou:
| “ | Pesquisa de ponta tem sido utilizada nesse projeto e o trabalho apenas começou. As descobertas, como a datação por carbono bem precisa e as evidências médicas, servirão como uma referência para outros estudos. E é, é claro, uma história incrível. Ele [Ricardo III] é uma figura controversa, as pessoas amam a ideia de que ele foi encontrado em baixo de um estacionamento, tudo se desenrolou da maneira mais fantástica. Você não conseguiria inventar isso. | ” |